# El Mundo (Colombia)
El Mundo fue un periódico de la ciudad de Medellín, Colombia. Comenzó a circular el 20 de abril de 1979, fundado por un grupo de empresarios y periodistas (encabezado por el periodista colombiano Darío Arismendi Posada), con una filosofía de fundamentos e ideas liberales, la pluralidad de opiniones y herramientas de educación ciudadana.
Fue el primer periódico colombiano en realizar una transmisión electrónica de material informativo, durante el reinado de belleza de 1980 y el primero en publicar una sección dominical dedicada especialmente al análisis y los temas de profundidad. De la misma manera fue uno de los primeros en tener su página Web en Internet.
En 2018, una serie de problemas económicos causaron que pasara de impresión diaria a semanal, además de la disminución de frecuencia de en sus publicaciones en su portal virtual y redes sociales.
El 1 de agosto de 2020 anunció su cierre debido a la crisis económica derivada de la pandemia del coronavirus.
Fue líder en el lanzamiento de separatas con temas específicos:
- La Nueva Carta (Constitución 1991)
- Ley de Seguridad Social en dos entregas
- Mercado Bursátil
- El Catecismo
- Los Evangelios
- La Reforma Tributaria.

También publicó especiales como:
- La visita del papa Juan Pablo II
- La Tragedia de Armero
- Gaitán, 40 años después
- La Toma del Palacio de Justicia
- Nuestro Metro es así
- Lo Logramos camino hacia una nueva Sociedad, acerca de la inauguración de nuestro Metro.